# Mauro Lima
Mauro Ribeiro de Lima (São Paulo, 18 de outubro de 1967) é um cineasta brasileiro.

## Prêmios e indicações
| Ano  | Prêmio                                         | Categoria                                 | Indicação                     | Resultado |
| ---- | ---------------------------------------------- | ----------------------------------------- | ----------------------------- | --------- |
| 2012 | Prêmio Contigo                                 | Melhor diretor                            | Meu Nome Não É Johnny         | Indicado  |
| 2012 | Prêmio Contigo                                 | Melhor trilha sonora                      | Reis e Ratos                  | Indicado  |
| 2009 | Grande Prêmio Cinema Brasil                    | Melhor trilha sonora                      | Meu Nome Não é Johnny         | Venceu    |
| 2009 | Grande Prêmio Cinema Brasil                    | Melhor roteiro adaptado                   | Meu Nome Não é Johnny         | Venceu    |
| 2009 | Grande Prêmio Cinema Brasil                    | Melhor diretor                            | Meu Nome Não é Johnny         | Indicado  |
| 2009 | Prêmio Qualidade Brasil                        | Melhor autor de série ou projeto especial | Ó Paí, Ó                      | Venceu    |
| 2008 | Prêmio Qualidade Brasil                        | Melhor diretor                            | Meu Nome Não É Johnny         | Indicado  |
| 2008 | Brazilian Film Festival of Miami               | Melhor Filme                              | Meu Nome Não É Johnny         | Venceu    |
| 2008 | Brazilian Film Festival of Miami               | Melhor Filme                              | Meu Nome Não É Johnny         | Venceu    |
| 2008 | Brazilian Film Festival of Miami               | Melhor preparação                         | Meu Nome Não É Johnny         | Venceu    |
| 2008 | Prêmio Contigo                                 | Melhor diretor                            | Meu Nome Não É Johnny         | Indicado  |
| 2005 | Munich Film Festival                           | Melhor audiência infantil                 | Tainá 2 - A Aventura Continua | Venceu    |
| 2004 | Chicago International Children's Film Festival | Melhor elenco infantil                    | Tainá 2 - A Aventura Continua | Venceu    |